# Rezerwat przyrody Łempis
Rezerwat przyrody Łempis – leśny rezerwat przyrody położony na terenie gminy Sejny (powiat sejneński) w województwie podlaskim. Leży w północno-wschodniej części Puszczy Augustowskiej, 3 km na południe od wsi Berżniki.
- Powierzchnia według aktu powołującego: 126,64 ha (obecnie 132,34 ha[1])
- Rok powstania: 1983
- Przedmiot ochrony: naturalne ekosystemy leśne, wodne i torfowiskowe z rzadkimi i chronionymi gatunkami roślin i zwierząt charakterystycznych dla Pojezierza Suwalsko-Augustowskiego[1].

Obszar rezerwatu podlega ochronie ścisłej (19,84 ha) i czynnej (112,50 ha).
W obrębie rezerwatu znajdują się trzy dystroficzne jeziora, szuwary i otaczające lasy, które rosną w zatorfionej rynnie polodowcowej. Roślinność wodna jest słabo rozwinięta. W jeziorach występuje roślinność taka jak: grzybienie białe Nymphaea alba, grążel żółty Nuphar luteum, rdestnica pływająca Potamogeton natans, rdestnica przeszyta Potamogeton perfoliatus, żabiściek pływający Hydrocharis morsus-ranae. Jeziora te otoczone są szuwarem kłociowym, a za nim znajduje się mszar wysokotorfowiskowy za skarłowaciałą sosną. Warstwę mchów tworzy zbity kobierzec torfowców.
W większej odległości od jeziora występują torfowiskowe zbiorowiska leśne: bór bagienny, sosnowo-brzozowy las bagienny oraz ols. Bór bagienny otacza jezioro Stulpień.